# Psednos
Psednos is een geslacht van straalvinnige vissen uit de familie van Slakdolven (Liparidae). Het geslacht is voor het eerst wetenschappelijk beschreven in 1927 door Barnard.

## Soorten
- Psednos andriashevi Chernova, 2001
- Psednos anoderkes Chernova & Stein, 2002
- Psednos argyrogaster Stein, 2012
- Psednos balushkini Stein, Chernova & Andriashev, 2001
- Psednos barnardi Chernova, 2001
- Psednos carolinae Stein, 2005
- Psednos cathetostomus Chernova & Stein, 2002
- Psednos chathami Stein, 2012
- Psednos christinae Andriashev, 1992
- Psednos cryptocaeca Stein, 2012
- Psednos delawarei Chernova & Stein, 2002
- Psednos dentatus Chernova & Stein, 2002
- Psednos gelatinosus Chernova, 2001
- Psednos griseus Chernova & Stein, 2002
- Psednos groenlandicus Chernova, 2001
- Psednos harteli Chernova, 2001
- Psednos islandicus Chernova & Stein, 2002
- Psednos longiventris Stein, 2012
- Psednos melanocephalus Chernova & Stein, 2002
- Psednos mexicanus Chernova & Stein, 2002
- Psednos microps Chernova, 2001
- Psednos microstomus Stein, 2012
- Psednos micruroides Chernova, 2001
- Psednos micrurus Barnard, 1927
- Psednos mirabilis Chernova, 2001
- Psednos nataliae Stein & Andriashev, 2001
- Psednos nemnezi Stein, 2012
- Psednos pallidus Chernova & Stein, 2002
- Psednos platyoperculosus Stein, 2012
- Psednos sargassicus Chernova, 2001
- Psednos spirohira Chernova & Stein, 2002
- Psednos steini Chernova, 2001
- Psednos struthersi Stein, 2012
- Psednos whitleyi Stein, Chernova & Andriashev, 2001